# Martin Hoffmann (Journalist)
Martin Hoffmann (* 21. November 1985 in Schkeuditz) ist ein deutscher Journalist. 

## Leben
Hoffmann studierte Online-Journalismus an der Hochschule Darmstadt. Anschließend absolvierte er ein trimediales Volontariat beim Mitteldeutschen Rundfunk (MDR). Danach arbeitete er als trimedialer Redakteur bei MDR Sachsen-Anhalt in Magdeburg. Von Oktober 2014 bis Dezember 2015 leitete er als Head of Social Media den Social-Media-Bereich von WELT und N24. Anschließend gründete er das Startup RESI Media und entwickelte die News-App Resi, die unter anderem mit dem Grimme-Online-Award ausgezeichnet wurde.

## Auszeichnungen
- 2017 – Grimme Online-Award
- 2017 – „Entrepreneur des Jahres“ unter den Journalisten des Jahres des Medium Magazins[4]
- 2014 – Mitglied der „Top 30 unter 30“-Nachwuchsjournalisten des Medium Magazins[5]
- 2014 – Platz 1 beim Formatfestival des Medieninnovationszentrums Babelsberg (MIZ)[6]
- 2013 – KAUSA-Medienpreis des Bundesministeriums für Bildung und Forschung[7]